# لارس كورفالد
لارس كورفالد (بالنرويجية: Lars Korvald‏) هو سياسي نرويجي ينتمي إلى حزب الشعب المسيحي النرويجي ولد لارس كورفالد في 19 نيسان - ابريل من سنة 1916 كان كورفالد رئيسا لوزراء النرويج ما بين عامي 1972 إلى عام 1973 توفي لارس كورفالد في 4 تموز - يوليو من سنة 2006.

## روابط خارجية
- لارس كورفالد على موقع IMDb (الإنجليزية)
- لارس كورفالد على موقع مونزينجر (الألمانية)